# 礼亨水库
礼亨水库，位于江西省定南县境内，是定南水支流下历水上的一座中型水库。1958年12月开工，1965年8月竣工。水库现控制流域面积40平方千米，总库容3910万立方米。水库为均质土坝，坝高30米，坝顶长165米，坝顶宽7米。水库为年调节河道型水库，以城市供水、防洪、灌溉为主，兼有发电、养殖等效益。水库每年向城市供水150万立方米，防洪保护耕地1000公顷、人口6.2万，灌溉面积680公顷，养鱼水面251公顷。电站装机容量520千瓦。